# Ampol
Ampol, anciennement Caltex Australia, est une entreprise pétrolière australienne.

## Histoire
En 2015, Chevron annonce la vente de sa participation de 50 % dans Caltex Australia pour 4,6 milliards de dollars australiens.
En 2019, Caltex Australia annonce son renommage en Ampol, après la fin de l'accord de licence avec Chevron, qui détient les droits sur la marque Caltex.
En août 2021, Ampol annonce l'acquisition de Z Energy, une entreprise néo-zélandaise de distribution pétrolière, pour 1,34 milliard de dollars américain.